# Вейнянский сельсовет
Вейня́нский сельсовет (бел. Вейня́нскі сельсавет) — административная единица на территории Могилёвского района Могилёвской области Белоруссии. Административный центр — агрогородок Вейно.

## История
Образован 22 июля 1960 года.
27 марта 1973 года в городскую черту города Могилёва включены деревни Малая Боровка Дарского сельсовета, посёлки Гомельское шоссе, Долгое, Славгородское шоссе Вейнянского сельсовета и Дубинец Полыковичского сельсовета Могилёвского района Могилёвской области.

## Состав
Включает 8 населённых пунктов:
- Вейно — агрогородок
- Вильчицы — деревня
- Восход — агрогородок
- Губанов — посёлок
- Затишье — деревня
- Новосёлки — деревня
- Полетники — деревня
- Смоляков — посёлок